# Iglesia de Nuestra Señora de la Asunción (La Puebla de Arganzón)
La iglesia de Nuestra Señora de la Asunción es una iglesia del gótico tardío de La Puebla de Arganzón, localidad de la provincia de Burgos, Castilla y León, España.

## Historia
Fue construida entre los siglos XIV y XV y fue renovada varias veces en los siguientes siglos. Tiene un coro y un retablo del siglo XVI, de la escuela castellana de Gaspar de Tordesillas. También se remonta al siglo XVI el panteón de la familia Gordejuela de estilo renacentista. Desde 1991 está protegida como bien de interés cultural con la categoría de monumento.

## Descripción
Es una iglesia tardogótica con torre barroca. Tiene dos entradas, una para entrar desde la plaza, del siglo XV y la otra, junto a la torre, mucho más nueva.
Tiene una sola nave en el interior, dividida en cuatro cuerpos y elegantes bóvedas de crucería en la parte superior. Hay varias capillas a cada lado, una de las cuales contiene el panteón sepulcral de la familia Gordejuela del siglo XVI. 
El retablo, de imponentes proporciones, es una de las piezas de mayor valor del templo, fue construido en 1535 y realizado en estilo renacentista, de patrones platerescos.